# Provincies van Iran
De huidige bestuurlijke indeling van Iran telt 31 provincies. In het Perzisch spreekt men van ostān (استان) en in het meervoud van ostānhā (استان‌ها).
In Iran bestaat elke provincie of ostān uit meerdere districten die shahrestān (شهرستان) worden genoemd, die vervolgens bestaan uit één of meer subdistricten die bakhsh (بخش) worden genoemd. Een bakhsh bestaat gewoonlijk uit tientallen dorpen rond een centrale plaats of stad.
Elke provincie of ostān wordt bestuurd vanuit een provincieplaats, meestal de grootste stad, die de hoofdstad of markaz van die provincie wordt genoemd. Aan het hoofd van het provinciebestuur staat een gouverneur-generaal of ostāndār, die door de minister van binnenlandse zaken onder goedkeuring van het kabinet van Iran wordt aangesteld.

## Provincies van Iran
De huidige bestuurlijke indeling van Iran telt 31 provincies of ostān.
| Provincies van Iran |
| --- |
| Alborz Ardabil Bushehr Chahar Mahal en Bakhtiari Isfahan Fars Gilan Golestan Hamadan Hormozgan Ilam Kerman Kermanshah Khuzestan Kohgiluyeh en Boyer-Ahmad Kordestan Lorestan Markazi Mazandaran Qazvin Qom Razavi Khorasan Semnan Sistan and Baluchestan Teheran Yazd Zanjan Noord Khorasan Zuid Khorasan West Azerbeidzjan East Azerbeidzjan Kaspische Zee Perzische Golf Turkmenistan Afghanistan Pakistan Azerbeidzjan Armenië T u r k i j e Irak Koeweit Saoedi-Arabië |

| ISO-code | Perzisch                   | Nederlands                 | Hoofdstad    | Oppervlakte (km²) | Inwoners (24/10/2011) |
| -------- | -------------------------- | -------------------------- | ------------ | ----------------- | --------------------- |
| IR-32    | Alborz                     | Elboers                    | Karaj        | 5121,7            | 2 412 513             |
| IR-03    | Ardabīl                    | Ardebil                    | Ardebil      | 17800,0           | 1 248 488             |
| IR-01    | Āz̄arbāyjān-e Sharqī        | Oost-Azerbeidzjan          | Tabriz       | 45650,5           | 3 724 620             |
| IR-02    | Āz̄arbāyjān-e Gharbī        | West-Azerbeidzjan          | Urmia        | 37411,4           | 3 080 576             |
| IR-06    | Būshehr                    | Bushehr                    | Bushehr      | 22742,7           | 1 032 949             |
| IR-08    | Chahār Maḩāll va Bakhtīārī | Chahar Mahaal en Bakhtiari | Shahrekord   | 16328,3           | 895 263               |
| IR-14    | Fārs                       | Fars                       | Shiraz       | 122607,9          | 4 596 658             |
| IR-19    | Gīlān                      | Gilan                      | Rasjt        | 14041,9           | 2 480 874             |
| IR-27    | Golestān                   | Golestan                   | Gorgan       | 20367,1           | 1 777 014             |
| IR-24    | Hamadān                    | Hamadan                    | Hamadan      | 19367,9           | 1 758 268             |
| IR-23    | Hormozgān                  | Hormozgan                  | Bandar Abbas | 70697,3           | 1 578 183             |
| IR-05    | Īlām                       | Ilam                       | Ilam         | 20132,8           | 557 599               |
| IR-04    | Eşfahān                    | Isfahan                    | Isfahan      | 107017,6          | 4 879 312             |
| IR-15    | Kermān                     | Kerman                     | Kerman       | 180725,6          | 2 938 988             |
| IR-17    | Kermānshāh                 | Kermanshah                 | Kermanshah   | 25009,3           | 1 945 227             |
| IR-31    | Khorāsān-e Shemālī         | Noord-Khorasan             | Bojnourd     | 28434,3           | 867 727               |
| IR-30    | Khorāsān-e Razavī          | Razavi-Khorasan            | Mashhad      | 118851,4          | 5 994 402             |
| IR-29    | Khorāsān-e Janūbī          | Zuid-Khorasan              | Birjand      | 151913,0          | 662 534               |
| IR-10    | Khūzestān                  | Khuzestan                  | Ahvaz        | 64055,0           | 4 531 720             |
| IR-18    | Kohgīlūyeh va Būyer Aḩmad  | Kohgiluyeh en Boyer Ahmad  | Yasuj        | 15504,1           | 658 629               |
| IR-16    | Kordestān                  | Koerdistan                 | Sanandaj     | 29136,5           | 1 493 645             |
| IR-20    | Lorestān                   | Lorestan                   | Khorramabad  | 28294,0           | 1 754 243             |
| IR-22    | Markazī                    | Markazi                    | Arak         | 29126,6           | 1 413 959             |
| IR-21    | Māzandarān                 | Mazandaran                 | Sari         | 23841,6           | 3 073 943             |
| IR-28    | Qazvīn                     | Qazvin                     | Qazvin       | 15567,3           | 1 201 565             |
| IR-26    | Qom                        | Qom                        | Qom          | 11526,3           | 1 151 672             |
| IR-12    | Semnān                     | Semnan                     | Semnan       | 97490,8           | 631 218               |
| IR-13    | Sīstān va Balūchestān      | Sistan en Beloetsjistan    | Zahedan      | 181785,3          | 2 534 327             |
| IR-07    | Tehrān                     | Teheran                    | Teheran      | 13692,4           | 12 183 391            |
| IR-25    | Yazd                       | Yazd                       | Yazd         | 129284,9          | 1 074 428             |
| IR-11    | Zanjān                     | Zanjan                     | Zanjan       | 21773,3           | 1 015 734             |
|          | Totaal van Iran            |                            | Teheran      | 1628770,8         | 75 149 669            |

## Recente geschiedenis

### Alborz
Op 23 juni 2010 heeft het Iraanse parlement de vorming van de nieuwe provincie Alborz goedgekeurd. Alborz is als 31e provincie gevormd door afsplitsing van de provincie Teheran. Het is de kleinste provincie van Iran en het bestaat uit vier districten of shahrestān: Karaj, Nazarabad, Savojbolagh en Taleghan. De hoofdstad van Alborz is Karaj. Karaj ligt 20 km west van Teheran aan de uitlopers van het Alborz gebergte.

### Khorasan
Op 29 september 2004 is de provincie Khorasan met hoofdstad Mashhad gesplitst in drie nieuwe provincies:
- Noord-Khorasan, (Khorasan-e-shomali), met Bojnourd als hoofdstad. Noord-Khorasan bestaat uit 6 shahrestān: Bojnourd, Shirvan, Esfarayen, Garmeh and Jajarm, Maneh en Samlaghan.
- Razavi-Khorasan, (Khorasan-e-razavi), met Mashhad als hoofdstad. Razavi-Khorasan bestaat uit 18 shahrestān:  Mashhad, Sabzevar, Neyshabour, Torbat-e-Heydariyeh, Quchan, Torbat-e Jam, Kashmar, Taybad, Gonabad, Dargaz, Sarakhs, Chenaran, Fariman, Khaf, Roshtkhar, Bardaskan, Kalat en Khalil Abad.
- Zuid-Khorasan, (Khorasan-e-Jonoobi), met Birjand als hoofdstad. Zuid-Khorasan bestaat uit 8 shahrestān: Birjand, Boshruyeh , Ferdows , Qaen , Sarayan , Nehbandan , Darmian en Sarbisheh.

### Golestan
Op 31 mei 1997 is de provincie Golestan gevormd door afsplitsing van de provincie Mazandaran. Golestan kreeg Gorgan als hoofdstad.

### Qazvin
Op 31 december 1996 is de provincie Qazvin gevormd door afsplitsing van de provincie Zanjan. De nieuwe provincie is genoemd naar zijn hoofdstad Qazvin.

### Qom
In 1995 in de provincie Qom gevormd door afsplitsing van de provincie Teheran. De nieuwe provincie is genoemd naar zijn hoofdstad Qom.

### Kermanshah
Rond 1995 is de naam van de provincie Bakhtaran teruggewijzigd in zijn oorspronkelijke naam Kermanshah. De hoofdstad heet ook Kermanshah.

### Ardabil
In 1993 is Ardabil ontstaan door afsplitsing van Oost-Azerbeidzjan. De nieuwe provincie is genoemd naar zijn hoofdstad Ardebil.

### Kohgiluyeh en Boyer Ahmad
Rond 1990 is de naam van de provincie Bovir Ahmadi en Kohkiluyeh gewijzigd in Kohgiluyeh en Boyer Ahmad.